# Kortney Hause
Kortney Paul Duncan Hause (ur. 16 lipca 1995 w Goodmayes) – angielski piłkarz występujący na pozycji obrońcy w Aston Villi.